# Bättwil
Bättwil – miejscowość i gmina w Szwajcarii, w kantonie Solura, w jednostce administracyjnej (Amtei) Dorneck-Thierstein, w okręgu Dorneck. Jest eksklawą kantonu Bazylea-Okręg.

## Demografia
W Bättwil mieszkają 694 osoby. W 2021 roku 15,4% populacji gminy stanowiły osoby urodzone poza Szwajcarią. 

## Transport
Przez teren gminy przebiegają drogi główne nr 273 i nr 274.